# Detective Knight - Giorni di fuoco
Detective Knight - Giorni di fuoco (Detective Knight: Redemption) è un film del 2022 diretto da Edward Drake. Si tratta del secondo film della trilogia Detective Knight, l'ultima serie cinematografica interpretata da Bruce Willis prima del ritiro dalle scene.

## Trama
Il Detective James Knight è detenuto in prigione per eventi precedenti. Durante il periodo natalizio, Knight si trova nel mezzo di un'evasione guidata da un violento fanatico di nome Ricky Conlan (alias The Christmas Bomber) e dai suoi discepoli di Babbo Natale. Raggiunge un accordo per eliminare i terroristi in cambio della sua liberazione e reintegrazione.

## Distribuzione

### Edizione italiana
La direzione del doppiaggio è di Mario Brusa e i dialoghi italiani sono curati da Elena Pollacino per conto della Videodelta che si è occupata anche della sonorizzazione.

## Accoglienza

### Critica
Sull'aggregatore di recensioni Rotten Tomatoes il film riceve il 67% delle recensioni positive.

## Sequel
Il film ha avuto un sequel Detective Knight - Fine dei giochi del 2023.